# Jürgen Alberts

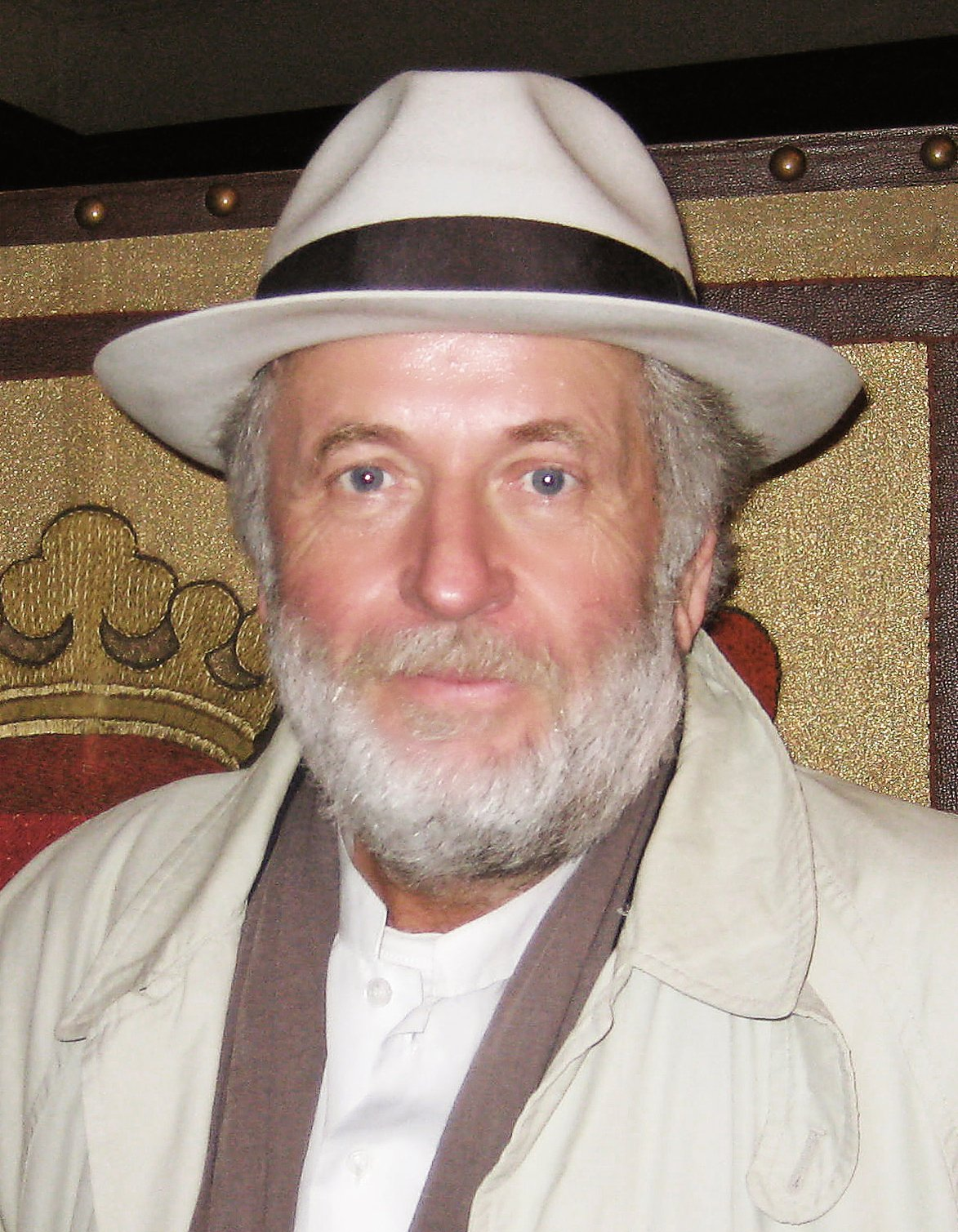
Jürgen Alberts (2009)

Jürgen Alberts (* 4. August 1946 in Kirchen/Sieg) ist ein deutscher Schriftsteller, der insbesondere für seine Kriminalromane bekannt ist. Seit 1987 entstand die mehrbändige Reihe Bremer Polizei. Zusammen mit dem ehemaligen Polizeipräsidenten von Bremen, Eckard Mordhorst, verfasste er den Kriminalroman Leiche über Bord, der 2008 erschien.

## Biografie
Alberts studierte Germanistik, Geschichte und Politikwissenschaften an der Universität Tübingen und der Universität Bremen. Er arbeitete dann als freier Mitarbeiter für den WDR und das ZDF, für die er Drehbücher und Hörspiele schrieb. 1969 veröffentlichte er sein erstes Buch Nokasch u. a. und 1984 (gemeinsam mit Sven Kuntze) seinen ersten Kriminalroman Die Gehirnstation. Seit 1970 ist er Mitglied des Werkkreises Literatur der Arbeitswelt. Es folgten zahlreiche weitere Kriminalerzählungen und -romane, darunter seine Serie über den bekifften Detektiv J. B. Cool und die Hanseatische Trilogie. Er ist außerdem Drehbuch- und Hörspielautor.
Neben seiner Tätigkeit als Autor ist er als Organisator des Bremer Krimifestivals Prime Time Crime Time und als Initiator der Literarischen Asservatenkammer, der ersten deutschen Krimibibliothek, mit Standort in der Bremer Zentralbibliothek, aktiv. Bis zu seinem  Austritt im Dezember 2004 gehörte er dem Landesvorstand Niedersachsen-Bremen des Verbandes deutscher Schriftsteller (VS) in ver.di an; gemeinsam mit neun anderen Autoren kritisierte er das unselbständige „Schattendasein“ des Verbandes in einer „Mammutgewerkschaft“.

## Auszeichnungen
- 1971: Stipendium der Deutschen Akademie Rom Villa Massimo
- 1988: Bester deutschsprachiger Kriminalroman, Auszeichnung der Autorengruppe SYNDIKAT für Landru[6]
- 1994: Deutscher Krimi Preis für Tod eines Sesselfurzers
- 1990: CIVIS-Preis des WDR und der Freudenbergstiftung in der Sparte Rundfunk für das Hörspiel-Feature Eingemauert
- 1997: Marlowe der „Raymond Chandler-Gesellschaft (Deutschland) e. V.“ für Der große Schlaf des J. B. Cool
- 2011: Friedrich-Glauser-Ehrenpreis der „Autorengruppe deutschsprachige Kriminalliteratur“ (SYNDIKAT) für „sein literarisches Gesamtwerk und für sein Engagement für die deutschsprachige Kriminalliteratur“

## Werke (Auswahl)
- Nokasch u. a. - 3 Romane für eine Person, S. Fischer Verlag, Frankfurt am Main 1969
- Massenpresse als Ideologiefabrik. Am Beispiel „BILD“ (= Fischer-Athenäum-Taschenbücher 4059 Sozialwissenschaften). Athenäum-Fischer-Taschenbuch-Verlag, Frankfurt am Main 1972, ISBN 3-8072-4059-4 (zugleich: Bremen, Universität, Dissertation, 1973).
- Der Spitzel, Hörspiel 1975 mit Sven I. Kuntze,[7] später als Roman  (Reihe Bremer Polizei 2), Heyne Blaue Krimis 1988
- Die zwei Leben der Maria Behrens, S. Fischer Verlag 1981
- Die Gehirnstation (gem. mit Fritz Nutzke, d. i. Sven Kutze), 1984
- Die Entdeckung der Gehirnstation, Heyne Verlag, 1985, ISBN 3-453-10718-7.
- Tod in der Algarve (gem. mit Marita Kipping), 1985
- Das Kameradenschwein, Heyne Blaue Krimis 1987, später Reihe Bremer Polizei Band 1
- Landru, 1987
- Entführt in der Toskana (gem. mit Marita Alberts), 1988
- Die Chop-Suey-Gang (Reihe Bremer Polizei 3), Heyne Blaue Krimis 1989
- Keplers Traum, 1989
- Gestrandet auf Patros (gem. mit Marita Alberts), 1989
- Die Falle (Reihe Bremer Polizei 4), 1990
- Zielperson unbekannt, 1990
- Die Selbstmörder (Reihe Bremer Polizei 5), 1991
- Der Tiermörder (Reihe Bremer Polizei 6), 1992
- Tod eines Sesselfurzers (Reihe Bremer Polizei 7), 1993
- Die Geiselnehmer (Reihe Bremer Polizei 8), 1994
- Mediensiff, Haffmans Kriminalromane, Heyne Verlag, München 1995, ISBN 3-453-08985-5, 2. Auflage 1996, später Reihe Bremer Polizei 9
- Kriminelle Vereinigung (Reihe Bremer Polizei 10), 1996
- Der große Schlaf des J. B. Cool, Haffmans Verlag, Zürich 1996, ISBN 978-3-251-30062-4.
- Eine böse Überraschung (Kettenroman, gemeinsam mit Gisbert Haefs mit Frank Göhre, Janwillem van de Wetering, D. B. Blettenberg, Uta-Maria Heim, Helmut Ziegler, Peter Zeindler, Gunter Gerlach, Peter Schmidt, Robert Lynn, -ky, Tatjana Kruse, Robert Brack, Daniel Douglas Wissmann, Karr & Wehner, Regula Venske, Thea Dorn, Georg M. Oswald, Ann Camones, Hartmut Mechtel, Virginia Doyle und Norbert Klugmann), Rowohlt Verlag, 1998, ISBN 978-3-499-43296-5.
- Die allerletzte Fahrt des Admirals (Kettenroman, gemeinsam mit Jürgen Ebertowski, Jan Eik, Dorothea Kleine, -ky, Wolfgang Kienast, Gerhard Neumann, Tom Wittgen und Gabriele Wolff), Ullstein Verlag, 1999, ISBN 978-3-548-24379-5.
- Das Gipfeltreffen (Kettenroman, gemeinsam mit Doris Gercke, Ingrid Noll, Edith Kneifl, Regula Venske, Frank Göhre, Gisbert Haefs, Karr & Wehner und Robert Hültner), Heyne Verlag, 2000, ISBN 978-3-453-17862-5.
- Cappuccino zu dritt (Ein Roman aus der Toscana; gemeinsam mit Marita Alberts), Verlag Kiepenheuer & Witsch, 2001, ISBN 3-462-03003-5.
- J. B. Cool und der König von Bremen. Neues vom bekifften Bremer Detektiv, Edition Temmen, 2002, ISBN 978-3-86108-147-0.
- J. B. Cool - Extra Dry, Edition Temmen, 2002, ISBN 978-3-86108-180-7.
- Familienfoto. Eine hanseatische Trilogie (Teil 1), Heyne Verlag, 2004, ISBN 978-3-453-40008-5.
- Familiengeheimnis – Eine hanseatischen Trilogie (Teil 2), Heyne Verlag, 2005, ISBN 978-3-453-40072-6.
- Familiengift. Eine hanseatische Trilogie (Teil 3), Heyne Verlag, 2006, ISBN 978-3-453-40476-2.
- Der große Abschied des J.B. Cool – Das Allerletzte vom bekifften Bremer Detektiv, 2006
- als Herausgeber (zusammen mit Marita Alberts): Arsen und Kartöffelchen, Kriminalgeschichten, KBV-Verlag, Hildesheim 2006
- Der Fremdenführer (zusammen mit Marita Alberts) o. V. 2006
- Tod in der Quizshow (zusammen mit Marita Alberts) Nautilus Verlag 2008,
- Leiche über Bord (zusammen mit Eckard Mordhorst) Heyne Verlag 2008
- Kriminelles Doppel (zusammen mit Maj Sjöwall) KBV-Verlag 2009
- Goethe und das Taubstummenorchester - 2 Gaunerromane zum Preis von einem, KBV-Verlag 2010
- Die verliebten Zypressen - Roman aus der unbekannten Toskana (zusammen mit Marita Alberts), KBV-Verlag 2011
- Auf ein MORD! - 25 Kriminalgeschichten (zusammen mit Marita Alberts), KBV-Verlag 2014
- Brecht in Hollywood, Edition Falkenberg 2015
- Einschalttote - Roman aus der Medienzukunft, 110th Edition Chichili 2015